# 维克托·内尔松
维克托·内尔松（丹麥語：Victor Nelsson，1998年10月14日—），丹麦男子足球运动员，司职前锋。他曾代表丹麦国家队参加2022年国际足联世界杯，结果队伍止步小组赛阶段。現効力加拉塔沙雷。